# Strommarke

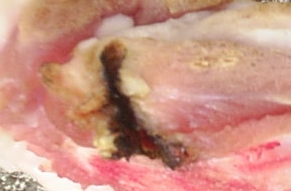
Strommarke, verursacht durch einen 20-kV-Lichtbogen

Strommarken (auch Blitzmarken) sind Verletzungen, die durch die Einwirkung des elektrischen Stroms auf den Menschen entstehen. Sie sind die Folge von Stromunfällen. 
Berührt man im Bereich der Niederspannung einen spannungsführenden Teil, kommt es bei ausreichend hoher Spannung und niedrigen Widerständen zu einem elektrischen Stromfluss durch das Gewebe, welcher aufgrund des Übergangswiderstandes zwischen der Haut und dem Gegenstand zu einer unter Umständen starken Wärmeentwicklung und den damit verbundenen Verbrennungen führen kann. Der Grund ist die dabei auftretende hohe elektrische Leistung im Bereich des Gewebes, welche sich thermisch auswirkt. Für das Ausmaß der thermischen Schädigung ist weiters die Einwirkdauer und die spezifische Wärmekapazität des Gewebes, primär dominiert von Wasser, von Bedeutung.
Im Bereich von Hochspannung, und auch bei Blitzen, erfolgt bei Strommarken keine direkte Berührung spannungsführender Teile, sondern es tritt ein Stromfluss bereits vor einer möglichen Leiterberührung durch einen Störlichtbogen (Überschlag) auf. Da der Lichtbogen sehr heiß ist, kommt es schlagartig zu starken thermischen Schäden im Bereich des Stromeintritts- bzw. Stromaustrittspunktes am Gewebe. Die Übergangswiderstände im Gewebe und die daran auftreten elektrischen Leistungen spielen nur eine untergeordnete Rolle. 
Als Folge entstehen in beiden Fällen Strommarken: starke Verbrennungen an den Ein- und Austrittsstellen des Stroms in der Haut.